# Monodelphis emiliae
Monodelphis emiliae e вид опосум от семейство Didelphidae.

## Географско разпространение
Видът се среща в тропическите гори на южна Амазония на височина до 300 m. в източно Перу и Бразилия.

## Хранене
Представителите на вида консумират малки гръбначни и насекоми.